# Beek (plaats in Nederlands-Limburg)
Beek (Limburgs: Baek) is een dorp in het zuiden van de Nederlandse provincie Limburg. Het is de hoofdplaats van de gelijknamige gemeente Beek en telt 12.400 inwoners. Grotere plaatsen in de buurt van Beek zijn Geleen en Stein.

## Beschrijving
Beek is een verstedelijkt dorp en vertoont zowel dorpse kenmerken (smalle straatjes met oude boerderijen) alsook stedelijke (drukke verkeerswegen en hoogbouw). De plaats wordt omringd door zowel landelijk als stedelijk gebied en sterk industrieel gebied. 
Aan de noordzijde van de plaats ligt Geleen met het chemiecomplex Chemelot. Aan de oostzijdeligt het Heuvelland, aan de zuidzijde de luchthaven Maastricht Aachen Airport (plaatselijk beter bekend als Vliegveld Beek) en aan de westzijde de gemeente Stein, met haar gelijknamige hoofdplaats.

## Etymologie
De naam 'Beek' is afkomstig van de Keutelbeek, die dwars door Beek stroomt. De oudste, menselijke ontwikkelingen hebben dan ook hoogstwaarschijnlijk langs deze beek plaatsgehad.

## Geschiedenis
In 2005 werden tijdens werkzaamheden tussen Beek en Neerbeek de resten gevonden van een versterkte dorpsnederzetting daterende uit 5000 v. Chr. Overblijfselen van versterkte dorpsnederzettingen uit die tijd zijn zeldzaam.
De oudste vermelding van Beek is een vermelding van het dorp Becca, te vinden in twee akten uit de jaren 1145 en 1152, waarin twee keizers van het Heilige Roomse Rijk uit het huis der Staufen, respectievelijk Koenraad III en Frederik Barbarossa worden genoemd. In deze akten worden de bezittingen van de Proosdij van Meerssen omschreven en bevestigd.
Vermoedelijk liep door het huidige grondgebied van Beek een Romeinse heerweg, die van Maastricht naar Tüddern ging. De straatnaam Heirstraat suggereert waar deze ongeveer heeft gelopen. Het dorp vormde zich als een lintdorp voornamelijk langs deze oude verbindingsweg. 
Halverwege de 18e eeuw werd de postweg van Maastricht naar Roermond aangelegd, die ook Beek passeerde. Vanaf de 19e eeuw kwam het dorp aan de rijksweg Maastricht - Nijmegen te liggen (de huidige Maastrichterlaan/Prins Mauritslaan). 
Desondanks begon Beek zich pas werkelijk te ontwikkelen nadat de Staatsmijn Maurits in het nabijgelegen Lutterade in bedrijf kwam, waarvoor in Beek een groot aantal woningen voor de mijnarbeiders werd gebouwd. De Staatsmijnen breidden hun territorium in 1951 uit naar het grondgebied van Beek met de bouw van de cokesfabriek Emma II, die in 1954 in gebruik werd genomen. Na de sluiting van deze fabriek werd op deze plaats het Polychem gevestigd, het chemisch bedrijf van de Staatsmijnen (later DSM), dat tegenwoordig onderdeel is van het chemiecomplex Chemelot.

## Bezienswaardigheden
- De neoromaanse Sint-Martinuskerk van 1888 en vergroot in 1909-'10.
- Kerk van Onze-Lieve-Vrouw van de Wonderdadige Medaille, aan Onze-Lieve-Vrouweplein 1, van 1962, gesloopt in 2012.
- Elders in Beek bevindt zich het zogenaamde Leopoldskerkje, een protestantse kerk die in 1835-'37, toen Limburg deel uitmaakte van België, op kosten van de Belgische overheid werd gebouwd. De kerk heeft een 18e-eeuws orgel.
- De Hervormde Pastorie, aan Burgemeester Janssenstraat 2, is van 1723 en heeft een trapgevel met spekbanden. Bevat een schouw in Lodewijk XV-stijl.
- Aan de voorzijde van de Hervormde Pastorie staat een monument dat herinnert aan de Jodenvervolging en de synagoge welke omstreeks 1990 gesloopt werd. Voor de Joodse geschiedenis van Beek, zie Joodse begraafplaats (Beek).
- De Vroenhof, aan Oude Pastorie 25, oude hoeve van 1781.
- Monument voor de gedeporteerde zigeuners.
- Karmelietessenklooster, aan Carmelstraat 23, van 1938, ontworpen door Stefan Dings. De zusters vertrokken in 2007 naar Maastricht.
- Pand Brugstraat 4, was schepenbank van 1793-1800 en daarna raadhuis tot 1887.
- Kapel van de Wonderdadige Medaille, nabij De Coenelaan 6, van 1955, ontworpen door Jean Huysmans, een paviljoenachtig gebouw in beton en glas.
- Elsmuseum aan Wolfeynde

Zie ook
- Lijst van rijksmonumenten in Beek (Limburg)

## Afbeeldingen

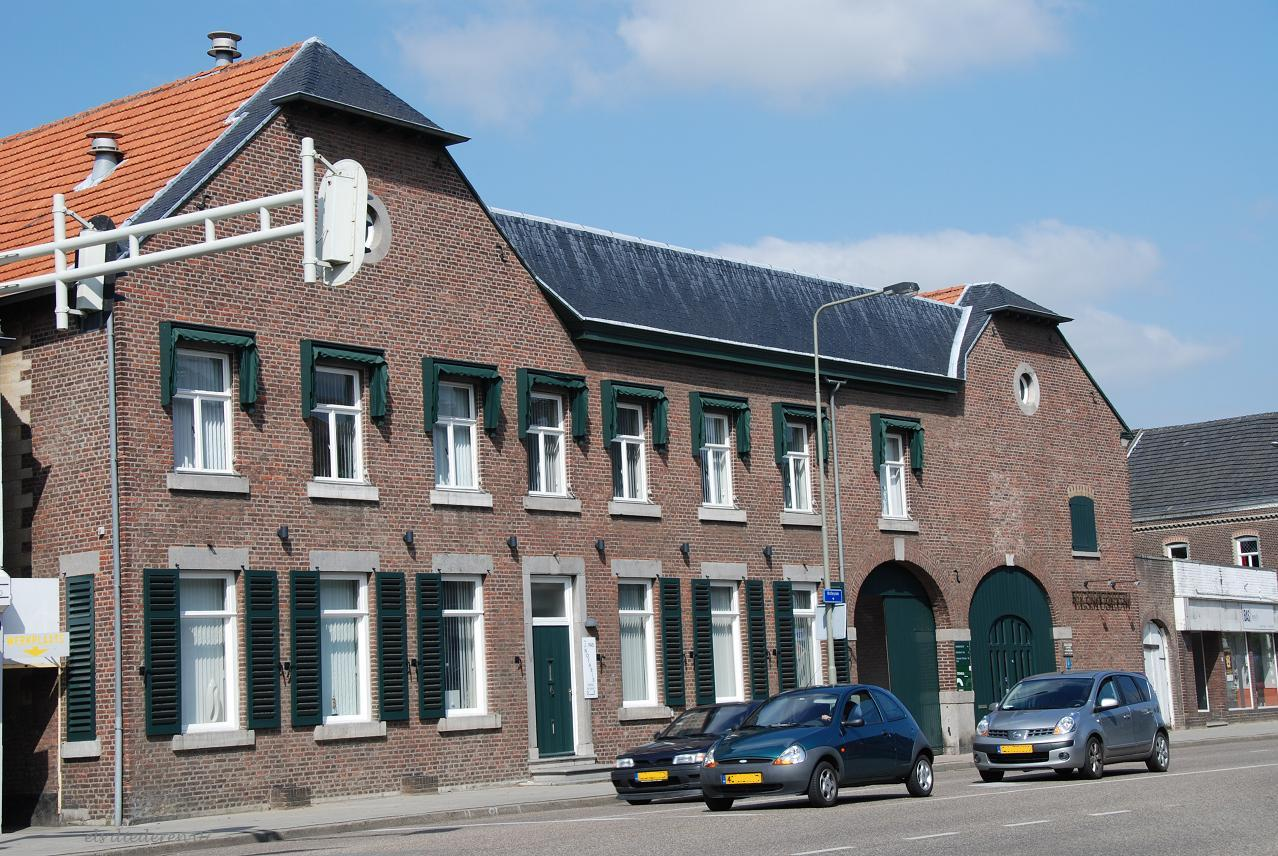
Elsmuseum aan Wolfeynde
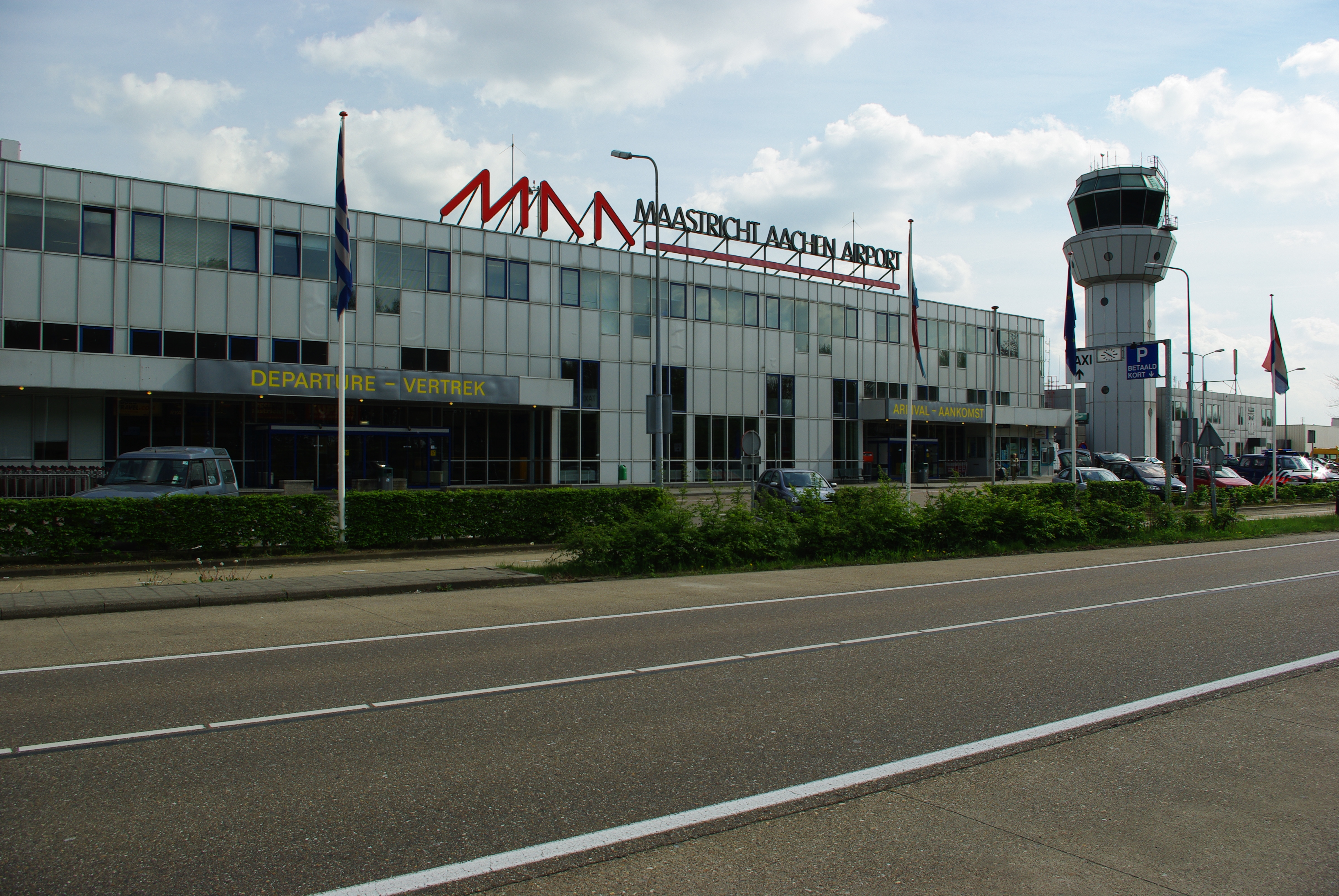
Maastricht-Aachen Airport
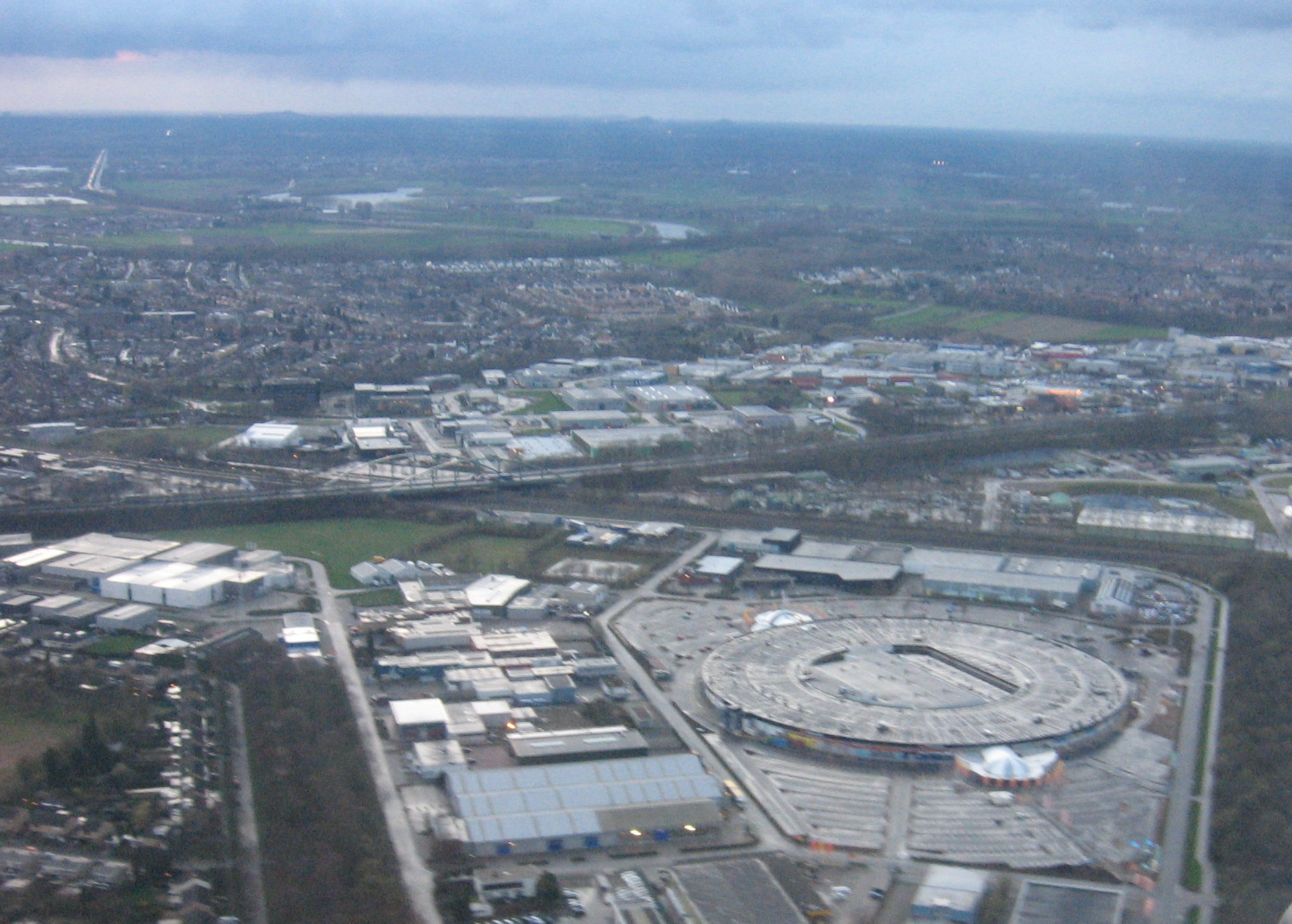
Winkelcentrum Makado
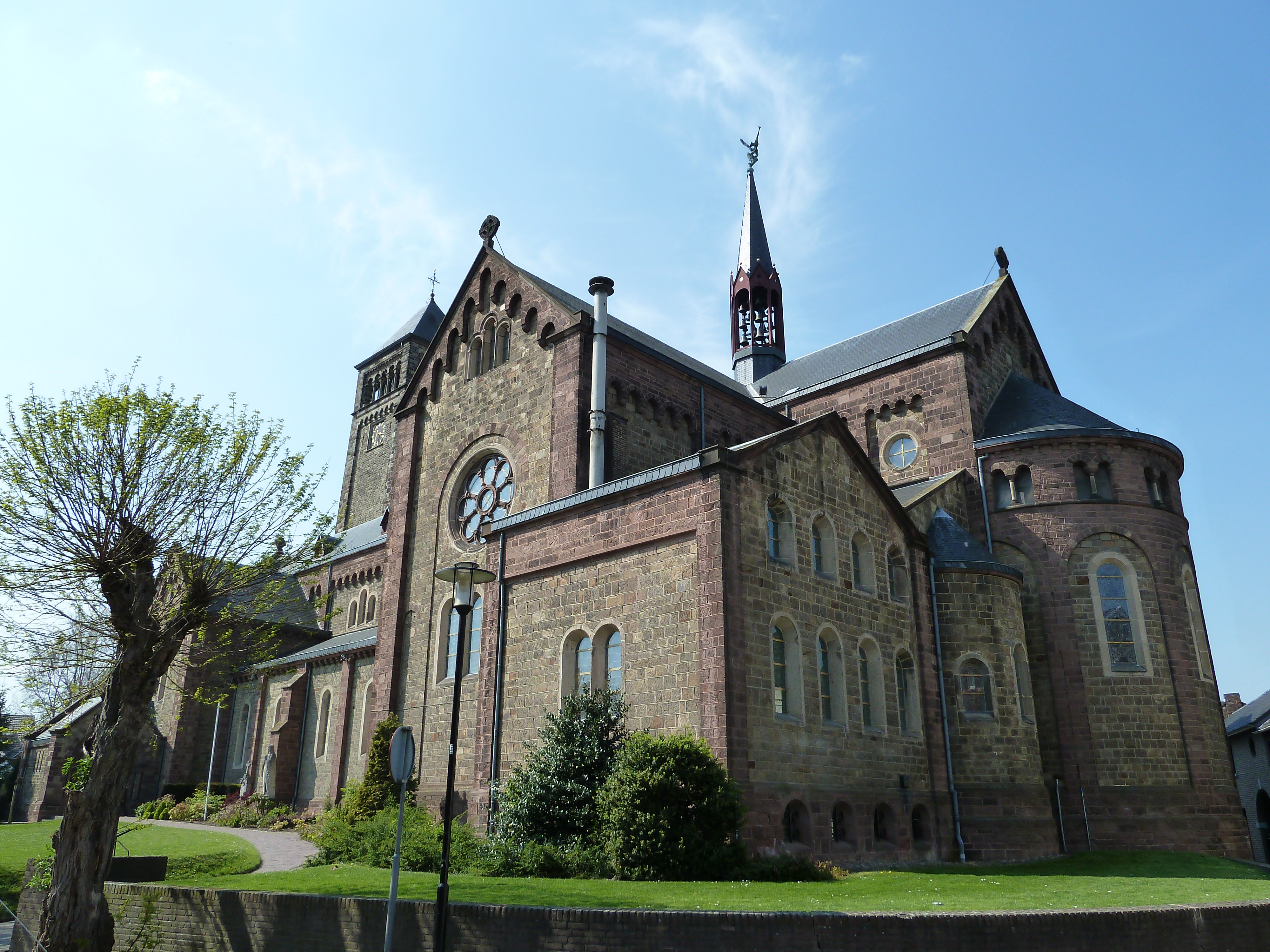
Sint-Martinuskerk

## Natuur en landschap

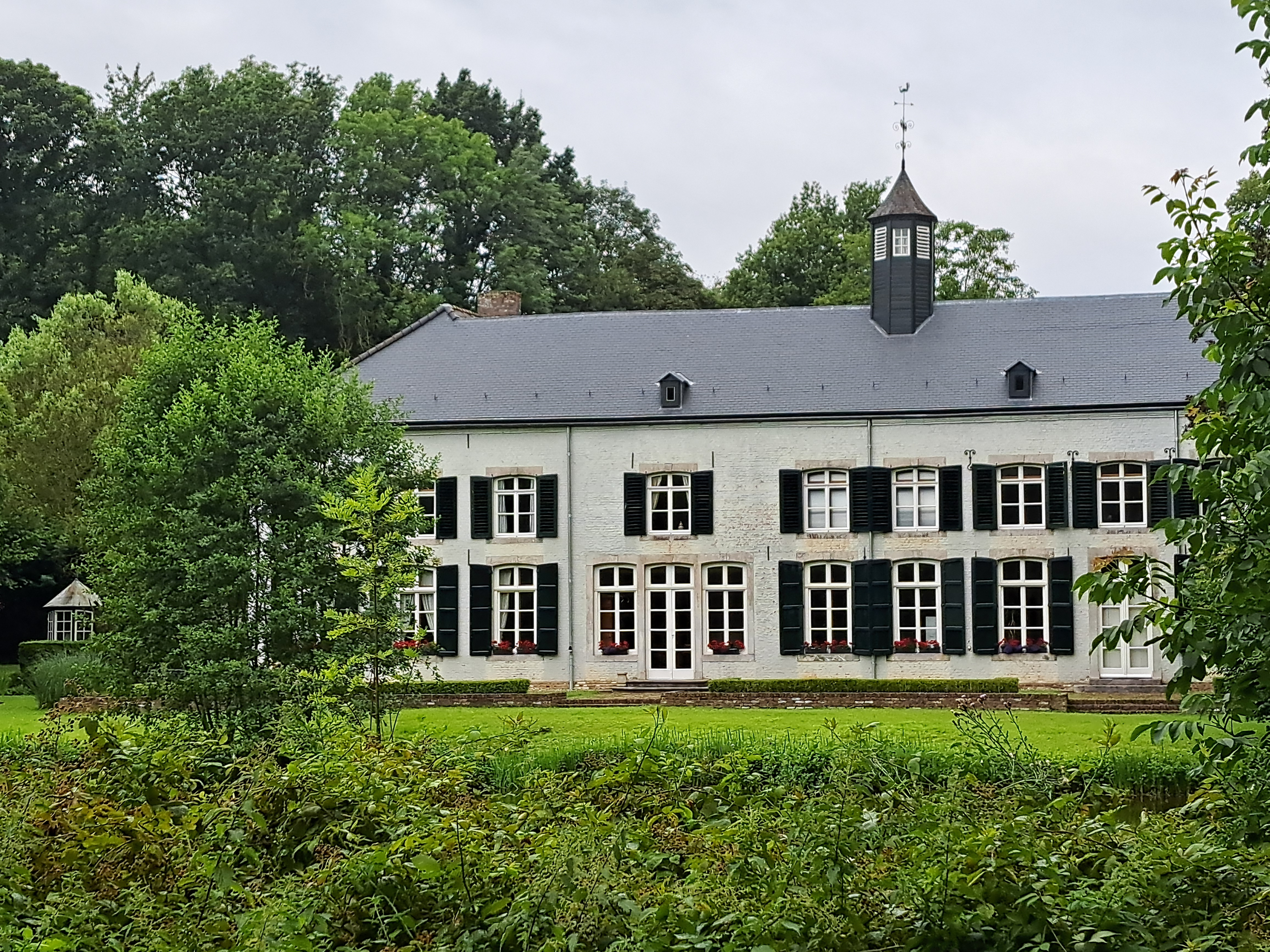
Kasteel Genbroek in Beek

Beek ligt aan de rand van het Centraal Plateau op een hoogte van ongeveer 75 meter. De Keutelbeek stroomt vanaf dit Centraal Plateau in noordwestelijke richting en stroomt dan door de kom van Beek, waar hij overkluisd is. Vanaf 2014 werd de overkluizing weer ongedaan gemaakt. De bovenloop van de Keutelbeek wordt omzoomd door het Kelmonderbos. Hier ligt ook het tot Geverik behorende Kasteel Genbroek. Naar het noordwesten, noorden en noordoosten toe is de omgeving sterk verstedelijkt en geïndustrialiseerd. In het westen ligt de Rijksweg 2. In oostelijke richting ligt reliëfrijk landbouwgebied met het Vrouwenbos nabij Spaubeek.

## Voorzieningen
Behalve de gebruikelijke lokale voorzieningen staat ten noorden van Beek het overdekte winkelcentrum Makado, waar grootschalige detailhandel is gevestigd. 
In Beek bevindt zich, aan de spoorlijn Maastricht - Venlo, het station Beek-Elsloo.

### Historische jaarmarkten
In 1809 verleende Napoleon de rechten voor het houden van twee jaarmarkten aan de gemeente Beek. St.-Lucia wordt in de documenten met naam vermeld. De Paasveejaarmarkt wordt steeds gehouden op de zondag twee weken voor Pasen. De Sint-Leciejaarmarkt werd gehouden op de zondag het dichtst bij 13 december – de naamdag van Sint-Lucia. Wegens oplopende verliezen ging de Sint-Leciejaarmarkt in 2012, na 203 jaar, ter ziele.

## Geboren in Beek
- Charles Henri Hubert Spronck (1858-1932), hoogleraar en seroloog
- Sef Imkamp (1925-2013), politicus
- Sef Pijpers sr. (1929-2023), dirigent
- Arthur Spronken (1930-2018), beeldend kunstenaar
- Jos Lacroix (1952-2020), voetballer
- Wim Dijkstra (1946), politicus, burgemeester
- Léon Frissen (1950), politicus (voormalig Tweede Kamerlid, oud-burgemeester, oud-gouverneur van Limburg)
- Marcel Urlings (1950), generaal (laatste bevelhebber der Landstrijdkrachten)
- Eddy Beckers (1954), voetballer
- Hugo Luijten (1957), voetbalscheidsrechter
- Jos Dirix (1958), beeldhouwer
- Ramon Lacroix (1975), voetballer
- Eefje Huijsmans (1986), handbalster
- Maud Welzen (1993), model
- Rik Elissen (1997), handballer

## Partnersteden
- Gundelfingen an der Donau

## Nabijgelegen kernen
Neerbeek, Elsloo, Geulle, Genhout, Geverik, Kelmond